# Патрік Ревеллі
Патрік Ревеллі (фр. Patrick Revelli, нар. 22 червня 1951, Міме) — французький футболіст, що грав на позиції нападника, зокрема за «Сент-Етьєн» та національну збірну Франції.

## Клубна кар'єра
У дорослому футболі дебютував 1969 року виступами за команду «Сент-Етьєн», яка на той час була одним із лідерів французького футболу і кольори якої на той час вже захищав його старший брат Ерве. Провів у її складі дев'ять сезонів і був основним гравцем атакувальної ланки, взявши участь у 226 матчах першості. У цей період чотири рази ставав  чемпіоном Франції, тричі виборював Кубок країни.
Згодом у 1978–1982 роках грав за «Сошо», а завершував ігрову кар'єру в «Канні», за який виступав протягом 1982—1984 років.

## Виступи за збірну
1973 року дебютував в офіційних матчах у складі національної збірної Франції. Загалом протягом наступних п'яти років, провів у її формі 5 матчів, забивши один гол.
| Дата       | Місто   | Господарі | Результат | Гості   | Турнір           | Голи | Примітки |
| ---------- | ------- | --------- | --------- | ------- | ---------------- | ---- | -------- |
| 21-11-1973 | Париж   | Франція   | 3 – 0     | Данія   | товариський матч | -    |          |
| 23-4-1974  | Париж   | Франція   | 1 – 0     | Румунія | товариський матч | -    |          |
| 7-9-1974   | Вроцлав | Польща    | 0 – 2     | Франція | товариський матч | -    |          |
| 24-4-1976  | Париж   | Франція   | 2 – 0     | Польща  | товариський матч | 1    |          |
| 23-2-1977  | Париж   | Франція   | 2 – 0     | ФРН     | товариський матч | -    |          |
| Усього     |         | Матчів    | 5         |         | Голів            | 1    |          |

## Титули і досягнення
- Чемпіон Франції (4):

«Сент-Етьєн»: 1969-1970, 1973-1974, 1974-1975, 1975-1976
- Володар Кубка Франції (3):

«Сент-Етьєн»: 1973-1974, 1974-1975, 1976-1977
- Володар Суперкубка Франції (1):

«Сент-Етьєн»: 1969